# Santa Cruz Atizapán
Santa Cruz Atizapán är en ort i Mexiko, och administrativ huvudort i kommunen Atizapán i den sydvästra delen av delstaten Mexiko, i den centrala delen av landet. Orten hade 8 061 invånare vid folkräkningen 2010, och är kommunens klart största samhälle.